# Vinícius Júnior
Vinícius Júnior (* 12. Juli 2000 in São Gonçalo; voller Name Vinícius José Paixão de Oliveira Júnior), auch Vini Jr., ist ein brasilianisch-spanischer Fußballspieler. Er steht seit der Saison 2018/19 beim spanischen Erstligisten Real Madrid unter Vertrag. 2024 wurde er als FIFA-Weltfußballer des Jahres ausgezeichnet.

## Vereinskarriere

### Flamengo Rio de Janeiro
Vinícius Júnior kam 2005 in die Jugend vom CR Flamengo nach Rio de Janeiro. Bis zu seinem ersten Einsatz in der A-Mannschaft des Vereins spielte er zwölf Jahre in dieser. Am 13. Mai 2017 (1. Spieltag) debütierte er im Profifußball, als er beim 1:1-Unentschieden in der Erstligapartie gegen Atlético Mineiro in der 82. Minute für Orlando Berrío eingewechselt wurde.

### Real Madrid
Ende Mai 2017 gab der spanische Erstligist Real Madrid die Verpflichtung von Vinícius Júnior für Juli 2018 bekannt. Er solle nach Vereinsangaben aber ab diesem Zeitpunkt ein weiteres Jahr bei Flamengo spielen, könne aber bereits früher zum spanischen Rekordmeister stoßen, sofern sich die Klubs darüber einigen. Eine Woche vor Bekanntgabe des Transfers war die Ausstiegsklausel von Vinícius Júnior für ausländische Klubs von 30 auf 45 Millionen Euro angehoben worden. Auf einer Pressekonferenz am 20. Juni 2018 kommunizierten Flamengo und Vinícius Júnior, dass der Spieler bereits im Laufe des Folgemonats den Verein verlassen werde. Real Madrid erklärte schließlich am 20. Juli die endgültige Verpflichtung von Vinícius Júnior zur Saison 2018/19. Dort steht er im Kader der ersten Mannschaft, war aber auch für die zweite Mannschaft gemeldet, die in der drittklassigen Segunda División B spielte. Nachdem Vinícius Júnior unter Julen Lopetegui nur zu zwei Kurzeinsätzen – sowie fünf Einsätzen und vier Toren in der zweiten Mannschaft – gekommen war, kam er unter dessen Nachfolger Santiago Solari, zuvor Trainer der zweiten Mannschaft, zu 13 weiteren Ligaeinsätzen, darunter acht Mal in der Startelf. Anfang März 2019 zog sich Vinícius Júnior einen Bänderriss zu, sodass er unter dem dritten Cheftrainer Zinédine Zidane erst Anfang Mai wieder eingesetzt werden konnte. In seiner ersten Saison kam Vinícius Júnior auf 18 Einsätze in der Primera División (9 in der Startelf), in denen er zwei Tore erzielte.
In der Saison 2019/20 kam er auf 29 Ligaeinsätze und gewann erstmals mit Real Madrid die spanische Meisterschaft. Vinícius Júnior steuerte drei Tore und zwei Vorlagen zu diesem Erfolg bei. In der Folgesaison stand er 35-mal in der Liga auf dem Platz, ebenso in der Saison 2021/22 unter dem neuen Cheftrainer Carlo Ancelotti. Diese Saison war die bisher erfolgreichste in seiner Karriere: Vinícius Júnior erzielte in seinen 35 Einsätzen 17 Tore und wurde damit Dritter der Torschützenliste. Mit Real wurde er erneut spanischer Meister und gewann zudem die Champions League. Vinícius Júnior erzielte im Finale gegen den FC Liverpool den entscheidenden 1:0-Siegtreffer. Im September 2022 erhielt er die spanische Staatsangehörigkeit, wodurch er den Status eines Nicht-EU-Ausländers nach den Regularien der spanischen Liga verlor.

## Nationalmannschaft
Vinícius Júnior spielte 2015 erstmals für den brasilianischen Verband und kam für dessen U15 in sechs Spielen zum Einsatz, in denen er ebenso viele Tore erzielte. Mit der U17 des Verbandes gewann er 2017 die U17-Südamerikameisterschaft.
Im Februar 2019 nominierte Nationaltrainer Tite Vinícius Júnior erstmals für die A-Auswahl. Er stand damit im Kader für die Länderspiele gegen Panama und Tschechien am 23. und 26. März. Hier kam er zu keinen Einsätzen. Für die Copa América 2019 fand er im brasilianischen Aufgebot keine Berücksichtigung. Tite nominierte ihn erneut für die Freundschaftsspiele gegen Kolumbien und Peru im September des Jahres. Im Spiel gegen Peru am 10. September kam Vinícius Júnior dann zu seinem ersten Einsatz. Dabei wurde er in der 74. Minute für Richarlison eingewechselt.
Vinícius Júnior stand zudem im brasilianischen Kader bei der Weltmeisterschaft 2022 in Katar. Er stand bei vier von fünf Spielen Brasiliens auf dem Platz und erzielte beim Achtelfinalsieg gegen Südkorea (4:1) den 1:0-Führungstreffer. Im Viertelfinale schied Brasilien im Elfmeterschießen gegen Kroatien aus.

## Titel und Auszeichnungen

### Vereine
International
- Champions-League-Sieger (2): 2022, 2024
- Klub-Weltmeister (2): 2018, 2022
- Interkontinental-Pokalsieger: 2024
- UEFA-Super-Cup-Sieger (2): 2022, 2024

Brasilien
- Taça-Guanabara-Sieger: 2018

Spanien
- Meister (3): 2020, 2022, 2024
- Pokalsieger: 2023
- Supercupsieger (3): 2020, 2022, 2024

### Nationalmannschaft
- U17-Südamerikameister: 2017

### Auszeichnungen
- FIFA-Weltfußballer des Jahres: 2024
- Spieler des Monats der Primera División (3): November 2021, März 2024, November 2024
- Nominierung für den Ballon d’Or: 2022 (8. Platz), 2023 (6.), 2024 (2.)
- Nominierung für die Kopa-Trophäe: 2019 (4.)